# سام هايدن
سام هايدن (بالإنجليزية: Sam Hayden)‏ هو ملحن بريطاني، ولد في 1968.

## وصلات خارجية
- سام هايدن على موقع ميوزك برينز (الإنجليزية)
- سام هايدن على موقع ديسكوغز (الإنجليزية)